# Стала Лошмідта
Стала Лошмідта (число Лошмідта) — число специфічних структурних одиниць (атомів, молекул, іонів, електронів або будь-яких інших часток) в 1 м³ речовини в стані ідеального газу при нормальних умовах (тиску в 1 атмосферу (101 325 Па) і температурі 0 °C). Названа на честь австрійського фізика Йоганна Йозефа Лошмідта.
Позначається NL або n0 і визначається за формулою 
{\displaystyle N_{L}={\frac {N_{A}}{V_{m}}}=2,686~7774(47)\times {\frac {10^{25}}{_{\mathrm {M} }{}^{3}}}}, 
де
NА — число Авогадро,
Vm — молярний об'єм (об'єм 1 моля) ідеального газу при нормальних умовах, дорівнює 22,413 996(39) дм³

## Сучасне визначення
У наборі рекомендованих значень комітету з даних для науки і техніки для фізичних констант, константа Лошмідта розраховується з числа Авогардо та молярного об’єму ідеального газу або, що еквівалентно, сталої Больцмана:
{\displaystyle n_{0}:={\frac {N_{\mathrm {A} }}{V_{\text{m}}}}={\frac {p_{0}}{k_{\text{B}}T_{0}}},}
де Vm — молярний об’єм ідеального газу при заданій температурі та тиску, який можна вибирати довільно та вказувати у значеннях сталої Лошмідта. Константа Лошмідта точно визначена для точних температур і тисків після перегляду SI 2019 року.